# Perlinella ephyre
Perlinella ephyre är en bäcksländeart som först beskrevs av Newman 1839.  Perlinella ephyre ingår i släktet Perlinella och familjen jättebäcksländor. Inga underarter finns listade i Catalogue of Life.